# Worms (jogo eletrônico de 2007)
Worms é um estratégia baseado em turnos. Foi desenvolvido pela Team17 e publicado pela
Microsoft Game Studios para Xbox 360, pela Sony Computer Entertainment para PlayStation 3 e pela  Team17 Software
para iOS.